# Збірна світу з футболу
Збірна світу з футболу — футбольна команда, зібрана з найсильніших гравців світу, і керована одним з найсильніших тренерів світу. Як правило, формується під егідою ФІФА, для проведення товариських матчів присвячених тим або іншим спортивним або історичним подіям. Як приклад: прощальний матч футболіста, ювілей спортивного клубу, пам'ятна дата в історії футболу.
В збірну, як правило, запрошуються найпопулярніші у світі на момент проведення матчу гравці, приїзд або ж не-приїзд до збірної — особиста справа гравця і клубу, якому він належить.
Кількість замін у матчі зі збірною світу не обмежена, що дає можливість вийти на поле всім гравцям збірної, заявленим на матч. Для футболіста, як і для тренера, запрошення в збірну світу є знаком визнання високих заслуг у справі розвитку та популяризації футболу в світі.
Перший матч команди пройшов проти збірної Англії на честь сотої річниці Футбольної асоціації Англії 23 жовтня 1963 року.

## Результати матчів
Результати матчів
| Дата              | Суперник                                   | Стадіон                                      | Рахунок               | Голи за збірну світу                                                   | Причина                                                                      |
| ----------------- | ------------------------------------------ | -------------------------------------------- | --------------------- | ---------------------------------------------------------------------- | ---------------------------------------------------------------------------- |
| 23 жовтня 1963    | Англія                                     | Вемблі, Лондон                               | 1:2                   | Деніс Лоу                                                              | 100-річчя Футбольної асоціації Англії                                        |
| 28 квітня 1965    | Англія                                     | Вікторія Граунд, Сток-он-Трент               | 6:4                   | ?                                                                      | Прощальний матч Стенлі Метьюза                                               |
| 27 вересня 1967   | Іспанія                                    | Сантьяго Бернабеу, Мадрид                    | 3:0                   | Сандро Маццола, Еусебіу, Фернан Гойвертс                               | 65-річний ювілей Рікардо Самора                                              |
| 6 листопада 1968  | Бразилія                                   | Маракана, Ріо-де-Жанейро                     | 1:2                   | Флоріан Альберт                                                        | 10-а річниця перемоги збірної Бразилії на чемпіонаті світу 1958 року         |
| 27 травня 1971    | Збірна клубів «Динамо»                     | Центральний стадіон ім. В. І. Леніна, Москва | 2:2                   | Кальман Месей, Петар Жеков                                             | Прощальний матч Льва Яшина                                                   |
| 9 липня 1972      | «Црвена Звезда»                            | Белград                                      | 2:2                   | Йоган Кройф, Гюнтер Нетцер                                             |                                                                              |
| 24 квітня 1973    | «Гамбург»                                  | Фолькспаркштадіон, Гамбург                   | 5:2                   | Лу Макарі (2 голи), Франц Бекенбауер, Уве Зеелер, Герд Мюллер          | Прощальний матч Віллі Шульца                                                 |
| 23 вересня 1973   | «Бенфіка»                                  | Да Луш, Лісабон                              | 2:2                   | Саліф Кейта, Уве Зеелер                                                | Прощальний матч Еусебіу                                                      |
| 19 грудня 1973    | Бразилія                                   | Маракана, Ріо-де-Жанейро                     | 1:2                   | Мігель Анхель Бріндісі                                                 | Прощальний матч Гаррінчі                                                     |
| 26 березня 1975   | «Андерлехт»                                | Констант Ванден Сток, Брюссель               | 3:8                   | Жозе Алтафіні (2 голи), Пауло Сезар Кажу                               | Прощальний матч Поля ван Гімста                                              |
| 30 серпня 1978    | «Нью-Йорк Космос»                          | Джаєнтс Стедіум, Нью-Йорк                    | 2:2                   | Роберто Рівеліно                                                       | Благодійний матч ЮНІСЕФ                                                      |
| 25 червня 1979    | Аргентина                                  | Монументаль, Буенос-Айрес                    | 2:1                   | Луїс Гальван (автогол), Зіку                                           | Перша річниця збірної Аргентини на чемпіонаті світу 1978 року                |
| 16 грудня 1980    | «Барселона»                                | Камп Ноу, Барселона                          | 2:3                   | Уго Санчес, Райнер Бонгоф                                              | Благодійний матч ЮНІСЕФ                                                      |
| 7 серпня 1982     | Європа                                     | Джаєнтс Стедіум, Нью-Йорк                    | 2:3                   | Зіку, Лахдар Беллумі                                                   | Благодійний матч ЮНІСЕФ                                                      |
| 31 травня 1983    | «Баварія»                                  | Олімпійський стадіон, Мюнхен                 | 3:2                   | П'єр Літтбарскі, Пауль Брайтнер, Вальтер Шахнер                        | Прощальний матч Пауля Брайтнера                                              |
| 22 липня 1984     | «Нью-Йорк Космос»                          | Джаєнтс Стедіум, Нью-Йорк                    | 3:1                   | Домінік Рошто, Уго Санчес, Кармін Маркантоніо (а.г.)                   | Благодійний матч ЮНІСЕФ                                                      |
| 27 липня 1986     | США                                        | Роуз Боул, Пасадена                          | 2:2 (3:4 по пенальті) | Террі Бутчер, Паоло Россі                                              | Благодійний матч ЮНІСЕФ                                                      |
| 6 лютого 1990     | «Фламенго»                                 | Маракана, Ріо-де-Жанейро                     |                       | Клаудіо Адан, Альберто Тарантіні                                       | Прощальний матч Зіку                                                         |
| 8 жовтня 1991     | Німеччина                                  | Олімпійський стадіон, Мюнхен                 | 1:3                   | Христо Стоїчков                                                        | Благодійний матч ЮНІСЕФ                                                      |
| 29 жовтня 1991    | Аргентина                                  |                                              | 0:3                   |                                                                        | Товариський матч                                                             |
| 7 серпня 1994     | Росія                                      |                                              |                       |                                                                        | Закриття Ігр Доброї волі                                                     |
| 21 травня 1996    | Німеччина                                  |                                              | 1:3                   | Джузеппе Джанніні                                                      | Прощальний матч Руді Феллера                                                 |
| 14 липня 1996     | Олімпійська збірна Бразилії з футболу      | Джаєнтс Стедіум, Нью-Йорк                    | 1:2                   | Юрген Клінсманн                                                        | Благодійний матч ФІФА для СОС дитячих містечок                               |
| 3 липня 1997      | Азія                                       | Гонконг-Стедіум, Гонконг                     | 5:3                   | Джордж Веа, Альфонсо Перес, Хакан Шюкюр, Клаудіо Рейна, Жан-П'єр Папен | Кубок Воз'єднання Гонконгу                                                   |
| 18 серпня 1997    | Росія                                      | Лужники, Москва                              | 2:0                   | Юрій Джоркаєфф, Хулен Герреро                                          | Сторіччя російського футболу і 850-та річниця Москви                         |
| 4 грудня 1997     | Європа                                     | Велодром, Марсель                            | 5:2                   | Антоні де Авіла, Роналду (2 голи), Габрієль Батістута (2 голи)         | Жеребкування фінальної частини Чемпіонату світу з футболу 1998               |
| 9 вересня 1998    | Турецька Ліга                              | Іненю, Стамбул                               | 4:4                   | Георге Хаджі (3 голи), Жан-П'єр Папен                                  | 75-та річниця заснування Республіки Туреччина та Асоціації футболу Туреччини |
| 16 грудня 1998    | Італія                                     | Олімпійський стадіон, Рим                    | 2:6                   | Габрієль Батістута, Джордж Веа                                         | 100-та річниця Італійської федерації футболу                                 |
| 30 травня 1999    | Франція                                    | Велодром, Марсель                            | 2:2                   | Йорг Альберц, Ліліан Ласланде                                          | Прощальний матч Жана-П'єра Папена                                            |
| 12 червня 1999    | Австралія                                  | Австралія Стедіум, Сідней                    | 2:3                   | Мурат Якін, Вінтон Руфер                                               | Відкриття стадіону Австралія Стедіум                                         |
| 17 серпня 1999    | Збірна Нельсона Мандели                    | Елліс Парк, Йоганнесбург                     | 2:2                   | Томас Гесслер, Любомир Моравчик                                        | Прощальна гра для Нельсона Мандели                                           |
| 25 квітня 2000    | Боснія                                     | Асім Ферхатович-ХасеСараєво                  | 1:0                   | Роберто Баджо                                                          | Футбольний матч за мир                                                       |
| 16 серпня 2000    | Франція                                    | Велодром, Марсель                            | 1:5                   | Роберто Баджо                                                          | Благодійний матч ФІФА для СОС дитячих містечок                               |
| 3 січня 2001      | Об'єднана збірна Південної Кореї та Японії | Міжнародний стадіон, Йокогама                | 1:1                   | Роберт Просинечки                                                      | Матч, приурочений Чемпіонату світу з футболу 2002 року                       |
| 24 квітня 2001    | Румунія                                    |                                              | 2:2                   |                                                                        | Прощальний матч Георге Хаджі                                                 |
| 18 грудня 2002    | «Реал» (Мадрид)                            | Сантьяго Барнабеу, Мадрид                    | 3:3                   | Мірослав Клозе, Кака, Алью Сіссе                                       | Сторіччя клубу «Реал» (Мадрид)                                               |
| 12 квітня 2004    | «Барселона»                                | Камп Ноу, Барселона                          | 3:4                   |                                                                        | Футбол проти СНІДу                                                           |
| 17 травня 2004    | Румунія                                    |                                              | 2:3                   |                                                                        | Прощальний матч Георге Попеску                                               |
| 22 листопада 2004 | «Велес Сарсфілд»                           |                                              | 1:2                   |                                                                        | Прощальний матч Хосе Луїса Чилаверта                                         |
| 18 липня 2007     | Збірна Африки                              |                                              | 3:3                   |                                                                        | 89-річниця Нельсона Мандели                                                  |

## Склад збірної світу
| Збірна світу | Рахунок | Суперник                               | Склад суперника |
| --- | ------- | -------------------------------------- | --- |
| Яшин, Сантус, Шнеллінгер, Плускал, Поплугар, Масопуст, Копа, Лоу, Ді Стефано, Еусебіу, Хенто. Запас: Шошкич, Ейсагірре, Бакстер, Зеелер, Пушкаш. Тренер: Фернандо Рієра.                                                                          | 1:2     | Англія                                 | Бенкс, Армфілд, Вілсон, Майлн, Норман, Мур, Пейн, Грівз, Сміт, Істхем, Чарлтон. Запас: Вейтерс, Флаверс, Кей, Шелліто, Бейкер. Тренер: Альф Ремзі.                                                                                      |
| Яшин, Йоганнесон, Шнеллінгер, Плускал, Поплугар, Масопуст, Хендерсон, Копа, Ді Стефано, Кубала, Пушкаш | 6:4     | Англія                                 | Вейтерс, Армфілд, Коен, Вілсон, Гейнс, Флаверс, Мур, Метьюз, Лоу,Грівз, Гілзін. Запас: Чарлтон, Джонс, Гант, Томпсон, Дуглас, Річі. |
| Сарті, Бурньїч, Юр, Кук, Шнеллінгер, Рівера, Колуна, Хамрін, Маццола, Еусебіу, Корсо. Запас: Бонетті, Жуліо Сезар, Гойвертс. | 3:0     | Іспанія                                | Ірібар, Санчіс, Рейха, Глорія, де Феліпе, Гальєго, Уфарте, Гроссо, Марселіно, Аделардо, Марія. Запас: Садурні, Сільвестр, Буено. |
| Яшин, Новак, Шестерньов, Шульц, Марсоліні, Бекенбауер, Сюч, Амаро, Альберт, Оверат, Джаїч. Запас: Мазуркевич, Перфумо, Метревелі, Роча, Фаркаш. Тренер: Деттмар Крамер.                                                                           | 1:2     | Бразилія                               | Пікассо, Торрес, Журандір, Діас, Евералдо, Жерсон, Рівелліно, Натал, Жаїрзінью, Пеле, Кажу. Запас: Морейра, Рісадінья, Тостао. Тренер: Айморе Морейра.                                                                                  |
| Мазуркевич, Джоркаєфф, Факкетті, Шульц, Месей, Пенья, Думітраке, Бонєв, Мюллер, Чарльтон, Джаїч. Запас: Віктор, Анчок, Жеков, Любанський, Куна.                                                                                                   | 2:2     | Збірна клубів «Динамо»                 | Яшин, Штапов, Хурцилава, Зиков, Соснихін, Гребнєв, Численко, Сабо, Малофєєв, Єврюжихін, Хмельницький. Запас: Пільгуй, Смирнов, Метревелі, Ештреков, Мачаїдзе, Козлов, Веремієв, Авруцький. Тренер: Костянтин Бєсков.                    |
| Марич, Сюрбір, Карлос, Сребров, Нетцер, Холцер, Мірандінья, Мюрен, Скоблар, Альберт, Кройф. | 2:2     | «Црвена Звезда»                        | невідомо |
| Томашевський, Піот, Рейсберген, Кройф, Каталинський, Ередія, Пеле, Еусебіу, Алтафіні, Сотіль, Амаро. Запас: Жаїрзінью, Сезар. Тренер: Рінус Міхелс.                                                                                               | 3:8     | «Андерлехт»                            | невідомо |
| Леао, Кальц, Кабріні, Тарделлі, Пеццай, Крол, Платіні, Асенсі, Каузіо, Россі, Бонек. Запас: Концилія, Тоніньйо, Зіку. Тренер: Енцо Беардзот. | 2:1     | Аргентина                              | Фільйоль, Гальван, Ольгін, Пассарелла, Тарантіні, Арділес, Гальєго, Валенсія, Марадона, Гаусман, Луке. Запас: Оутес. Тренер: Сесар Луїс Менотті.                                                                                        |
| Н'Коно, Дуарте, Оскар, Ромеро, Санчес, Жуніор, Фалькао, Сократеш, Зіку, Беллумі, Кіналья, Аль-Дахіль. Запас: Девіс. | 2:3     | Європа                                 | Дзофф, Крол, Тарделлі, Пеццай, Беккенбауер, Стойкович, Коелью, Антоньйоні, Бонек, Россі, Блохін. Запас: Шумахер, Платіні, Нескенс, Кіган.                                                                                               |
| Шумахер, Леандро, Беккенбауер, Жуніор, Пеццай, Аділіо, Зіку, Кемпес, Грубеш, Літтбарскі, Шахнер. Запас: Маєр, Брайтнер. Тренери: Гельмут Шен, Юпп Дерваль, Бранко Зебець і Удо Латтек.                                                            | 3:2     | «Баварія»                              | Пфафф, Байерлорцер, Аугенталер, Гробе, Горсманн, Дельгає, Нахтвайг, Брайтнер, Дюрнбергер, М. Руменігге, К.Руменігге. Запас: Грюнбергер, Мартін, Гюттлер, Пфлюглер. Тренер: Паль Чернаї.                                                 |
| Шилтон, Дуарте, Беккенбауер, Девіс, Крол, Рошто, Магат, Даміані Кіган, Жордан, Кемпес. Запас: Санчес. | 3:1     | «Нью-Йорк Космос»                      | Біркенмейер, Ескандарян, Нескенс, де Бріто, ді Бернардо, Кабаньяс, Богичевич, Терлецький, Вуйович, Грін, Маркантоніо. Запас: Брчич, Мойєрс, Грей, Джі.                                                                                  |
| Кампос, Маттеус, Харкс, Єрро, Десаї, Фіш, Лаудруп, Редондо, Жинола, Клінсманн, Кадзуйосі. Запас: Тапія, Зелич, Коуту, Балаков, Пеле, Веа. Тренери: Бора Милутинович, Ріхард Меллер-Нільсен і Стів Семпсон.                                        | 1:2     | Олімпійська збірна Бразилії з футболу  | Діда, Зе Марія, Алдаїр, Роналду Гіяро, Карлос, Консейсау, Амарал, Рівалдо, Пауліста, Бебето, Роналду. Запас: Зе Еліаш, Савіо. |
| Кепке, Єрро, Верлат, Маттеус, Дунга, Веа, Шюкюр, Зе Еліаш, Папен, Рейна, Перес. Запас: Арендсе, Лебедєв, Ха Сок Чу. Тренери: Бора Милутинович і Йозеф Венглош.                                                                                    | 5:3     | Азія                                   | Аль-Деая, Аль-Джахані, Масамі, Чжиї, Чалермсан, Афаш, Багері, Ахмед, Даеї, Азізі, Хайдун. Запас: Чулян, Чан Чі Кун, Аль-Еназі. |
| Субісаррета, Вега, Верлат, Маттеус, Суарес, Вінтер, Герреро, Еффенберг,Джоркаєфф, Папен, Шевченко. Запас: Господарек, Цвейба, Пеле, Бесчастних. Тренери: Боббі Робсон і Бора Милутинович.                                                         | 2:0     | Росія                                  | Овчинников, Ковтун, Никифоров, Попов, Косолапов, Канчельскіс, Онопко, Аленічев, Коливанов, Веретенніков, Сімутенков. Запас: Черчесов, Пагаєв, Чугайнов, Яновський, Гришин, Харлачов, Тихонов, Черишев. Тренер: Борис Ігнатьєв.          |
| Сонго'о, Хон Мьон Бо, Маргас, Найбет, Ньяті, Берналь, Хідетосі, Селлімі, де Авіла, Роналду, Батістута. Запас: Діас, Віналда, Бертон, Абдулгані. Тренер: Карлос Алберто Паррейра.                                                                  | 5:2     | Європа                                 | Кепке, Пфайфенбергер, Костакурта, Єрро, Лемуан, Інс, Балаков, Лекетуш, Зідан, Клюйверт, Бокшич. Запас: Гродос, Дьюрі, Кольдінг, Йоканович.                                                                                              |
| Таффарел, Нжанка, Гег, Попеску, Пашазаде, Ламберт, Стойкович, Хаджі, Дунга, Герреро, Папен. Запас: Сонго'о, Шулку, Мошоу. Тренери: Йозеф Венглош і Карлос Алберто Паррейра.                                                                       | 4:4     | Турецька Ліга                          | Чаткич, Озалан, Кологлу, Халілагич, Ерен, Хусейн, Четін, Ак'єль, Ібрагім, Болич, Бальїч. Запас: Акчевре, Булут, Нурі, Дурсун, Давала, Кафкас, Акман, Абдулкадир, Мансиз, Бірдал.                                                        |
| Пальюка, Зе Марія, Ньяті, Єрро, Дунга, Пінту, Вінтер, Веа, Кошта, Роналду, Зідан, Батістута. Запас: Шорунму, Хідетосі, Герреро, Ернандес, Шукер, Біргофф, Салас. Тренери: Йозеф Венглош і Карлос Алберто Паррейра.                                | 2:6     | Італія                                 | Перуцці, Пануччі, Мальдіні, Баджо, Неста, Каннаваро, Фузер, Альбертіні, Індзагі, Ді Франческо, Тотті. Запас: Буффон, Пессотто, Томмазі, Негро, Торрічеллі, Коїс, Дельвеккіо, Бакіні, К'єза. Тренер: Чезаре Мальдіні.                    |
| Россі, Верлат, Мальдіні, Гельмер, Бенарбія, Савельїч, Сімоне, Шифо, Сверіссон, Павон, Папен. Запас: Вармуз, Рош, Готтігер, Келлер, Альберц, Васкес, Ацухіро, Ба, Ласланде.                                                                        | 2:2     | Франція                                | невідомо |
| Лама, Сонг, Вест, Радебе, Якін, Цимбалар, Бурук, В'єрі, Леонардо, Клінсманн. Запас: Кампос, Маргас, Рамзі, Ле Тісьє, Руфер, Бартлетт, Бранка. Тренер: Рой Годжсон.                                                                                | 2:3     | Австралія                              | Боснич, Т. Відмар, Лазарідіс, Окон, Тобін, Попович, Коріка, Зелич, Відука, К'юелл, Алоїзі. Запас: Калац, Мускат, Фокс, Грелла, А. Відмар, Емертон. Тренер: Френк Фаріна.                                                                |
| Кампос, Ад-Давод, Ейгус, Бранко, Вест, Карамбе, Дунга, Гесслер, Хуртадо, Папен, Пеле. Запас: Сонго'о, Крейтон, Бйорнебю, Суарес, Моравчик, Хаджі. Тренери: Рой Годжсон і Рууд Гулліт                                                              | 2:2     | Збірна Нельсона Мандели                | Окпара, Радебе, Фіш, Аманква, Мбідзо, Мнгомені, Фетмба, Бвалія, Бабангіда, Масінґа, Екоку. Запас: Балої, Масілела, Лекоелія, Хассан, Мейо.                                                                                              |
| Лама, Суарес, Хассан, Алоїзіо, Верлат, Дунга, Хаджі, Баджо, Даеї, Нжанка, Онопко. Тренери: Карлос Алберто Паррейра і Карлуш Кейрош. | 1:0     | Боснія                                 | Гушо, Дуро, Капетанович, Барбарез, Варешанович, Гуйдурович, Шкоро, Сирич, Бальїч, Саліхаміджич, Топич. |
| Кепке, Куффур, Алдаїр, Дунга, Вінтер, Маочжень, Хідетосі, Сонг, Нжанка, Баджо, Вест. Запас: Сонго'о, Верлат, Феррара, Зе Еліаш, Бая, Нжітап, Ласіссі, Аль-Муваллід, Тіам, Ю Сан Чхоль. Тренери: Карлуш Кейрош і Йозеф Венглош.                    | 1:5     | Франція                                | Бартез, Кандела, Лізаразю, Блан, Дешам, Десаї, Зідан, Анрі, Петі, Трезеге, Дюгаррі. Запас: Раме, Карамбе, Анелька, Вієйра, Джоркаєфф, Пірес, Лебеф. Тренер: Роже Лемер.                                                                 |
| Чилаверт, Коркмаз, Маттеус, Каладзе, Вінтер, Ортега, Рой, Белезоглу, Боланьйо, Бабангіда, Куевас. Запас: Меола, Сантос, Тротта, Просинечки. Тренер: Арріго Саккі.                                                                                 | 1:1     | Об'єднана збірна Півд. Кореї та Японії | Кім Бьон Джи, Ютака, Наокі, Юнг Кван Мін, Тосіхіро, Томокадзу, Ко Йонг Су, Хідетосі, Кім До Хун, Масасі, Чхве Йон Су. Запас: Даїдзіро, Лі Лім Сен, Пак Нам Юл, Кан Чуль, Кадзуйосі.                                                     |
| Кавальєро, Кафу, Маркес, Мальдіні, Лізаразю, Баллак, Бараха, Хідетосі, Рівалдо, Баджо, Клозе. Запас: Біссаррі, Чха Ду Рі, Найбет, Якін, Ето'о, Санчес, Д'Алессандро, Сіссе, Кака, Торрес, Вільмотс, Макай, Міятович. Тренер: Луїс Феліпе Сколарі. | 3:3     | «Реал» (Мадрид)                        | Касільяс, Міньямбрес, Павон, Ельгера, Браво, Консейсау, Гуті, Зідан, Фігу, Рауль, Роналду. Запас: Санчес, Карлос, Олальйя, Роча, Борха, Соларі, Селадес, Тоте, Макманаман, Мор'єнтес, Камб'яссо, Портільйо. Тренер: Вісенте дель Боске. |

## Відомі гравці
| - Міхаель Баллак - Збігнев Бонек - Джанлуїджі Буффон - Фабіо Каннаваро - Діда - Майкл Есьєн - Самюель Ето'о - Дідьє Дрогба - Луїш Фігу - Стівен Джеррард - Кака                           | - Хаві Ернандес - Георге Хаджі - Георге Попеску - Златан Ібрагімович - Олівер Кан - Дієго Марадона - Ференц Пушкаш - Карлес Пуйоль - Роналдінью - Еусебіу - Рівалдо           | - Зіку - Герд Мюллер - Уве Зеелер - Сандро Маццола - Джордж Веа - Хакан Шюкюр - Йоган Кройф - Франц Бекенбауер - Жозе Алтафіні - Андрій Шевченко - Фернандо Торрес       | - Дунга - Лотар Маттеус - Андоні Субісаррета - Фернандо Єрро - Мішель Платіні - Лев Яшин - Ігор Бєланов - Ринат Дасаєв - Володимир Бесчастних - Ахрік Цвейба - Рой Макай          | - Паоло Россі - Фелікс Магат - Сократеш - Джорджо Кіналья - Марко Тарделлі - Слава Метревелі - Ладислао Мазуркевич - Джалма Сантус - Йозеф Масопуст - Раймон Копа - Мірослав Клозе |
| - Абеді Пеле - Альфредо Ді Стефано - Альберт Шестерньов - Христо Стоїчков - Мікаель Лаудруп - Марсель Десаї - Хорхе Кампос - Юрген Клінсманн - Зінедін Зідан - Роналду - Предраг Міятович | - Зе Марія - Клаудіо Таффарел - Карлос Вальдеррама - Габрієль Батістута - Давор Шукер - Руй Кошта - Олівер Біргофф - Жуан Пінту - Рігобер Сонг - Хорхе Кампос - Хоакін Санчес | - Жуліо Сезар - Тарібо Вест - Ілля Цимбалар - Крістіан В'єрі - Леонардо - Крістіан Карамбе - Рууд Гулліт - Серхіо Гойкочеа - Рене Ігіта - Бернар Лама - Біксант Лізаразю | - Клаудіо Суарес - Роберто Баджо - Алі Даеї - Віктор Онопко - Самуель Куффур - Чиро Феррара - Сергій Лебєдєв - Жеремі Нжітап - Хосе Луїс Чилаверт - Каха Каладзе - Паоло Мальдіні | - Емре Белезоглу - Тіджані Бабангіда - Кафу - Рафаель Маркес - Джачінто Факкетті - Ладислав Кубала - Пеле - Жаїрзінью - Руді Феллер                                                |